# Ludwig von Villa-Secca

Ludwig Freiherr von Villa-Secca

Ludwig Peter Rodrigo Freiherr von Villa-Secca Navarro d'Andrade (* 23. August 1822; † 1. Februar 1894 Wien), überwiegend bekannt als Baron Villa-Secca, war ein österreichischer Politiker, Gutsbesitzer und Geflügelzüchter.

## Leben
Ludwig von Villa-Secca wurde als Sohn des k.k. Landeskulturinspektors Rodrigo von Villa-Secca Navarro d'Andrade († 1839) und der Theresia Zigeuner von Blumendorf († 1849) geboren. Sein Vater kam 1815 als portugiesischer Gesandter zum Wiener Kongress. 
Nachdem er 1845 in den Freiherrenstand erhoben wurde, war Baron Villa-Secca der letzte Inhaber der Allodialherrschaft Großau, die im Zuge der Reformen von 1848/1849 aufgelöst wurde. 
1857 eröffnete der Landwirt und Großgrundbesitzer auf seinem Gut Grossau bei Raabs an der Thaya die erste Lehranstalt für Landwirtschaftskunde Niederösterreichs, deren Leiter er wurde. "Die Eröffnungsfeier wurde als überaus gelungen bezeichnet und beeindruckte offenbar auch Mitglieder der k.k. Landwirtschafts-Gesellschaft, darunter Vincenz Fürst von Auersperg, Ernest Graf Hoyos und Simon Freiherr von Sina, die Freiplätze stifteten (...)."
Außerdem wurde Ludwig von Villa-Secca in den Niederösterreichischen Landtag und in das Präsidium der Wiener Landwirtschaftsgesellschaft gewählt.

Medaille zu Ehren Ludwigs von Villa-Secca

Ab 1882 war Baron Villa-Secca Vizepräsident des Clubs Deutscher und Österreichisch-Ungarischer Geflügelzüchter (dem heutigen Bund Deutscher Rassegeflügelzüchter, 
BDRG). Zudem war er bis zu seinem Tode der erste Präsident des I. Österreichisch-Ungarischen Geflügelzucht-Vereins in Wien. Diesen hatte er 1874 gemeinsam mit Peter Freiherr von Pirquet (1838–1906), Gutsbesitzer in Hirschstetten, und dem niederösterreichischen Landes-Ober-Rechnungsrat Johann Baptist von Bruszkay aus Wien gegründet. 
Villa-Secca importierte 1884 erstmals russische Orloff-Hühner nach Österreich und war selbst auch Züchter von Tümmler Tauben, die er unter anderem auch bei der „Herbstausstellung und Junggeflügelschau“ im Wiener Prater 1892 ausstellte. 
Ludwig von Villa-Secca wohnte in Ottakring auf der Hauptstraße Nr. 141, starb am 1. Februar 1894 und wurde auf dem Ottakringer Friedhof beerdigt. Er hinterließ seine Ehefrau Primitive Maria Freiin von Kaiserstein (1823–1899), die er am 23. August 1843 heiratete und mit der er drei Söhne bekam.

## Ehrungen
- Ritterkreuz des Ordens der Eisernen Krone